# Adam Worth
Adam Worth (1844 – 8 tháng 1 năm 1902) là một tội phạm hình sự người Mỹ gốc Đức. Công ty thám tử tư Pinkerton gọi Adam là "tên tội phạm xuất sắc nhất" và Thanh tra Robert Anderson của Scotland Yard gọi ông là "Napoleon của thế giới tội phạm".

## Tiểu sử
Adam Worth sinh ra trong một gia đình nghèo gốc Do Thái tại Đức. Khi ông 5 tuổi, gia đình ông di cư đến Hoa Kỳ và định cư tại Cambridge, Massachusetts, tại đây ông bắt đầu làm thợ may. Năm 1854, Worth bỏ nhà và chuyển đến Boston, và sau đó lại chuyển đến New York vào năm 1860. Ông làm thủ quỹ ở một cửa hàng bách hoá tại đó trong vòng một tháng. Khi cuộc Nội chiến Hoa Kỳ bùng nổ, Worth mới 17 tuổi. Ông đã khai gian tuổi của mình để tham gia quân đội miền Bắc. Ông phục vụ trong đội pháo binh hạng nặng thứ hai của New York, khẩu đội pháo L (sau này được gọi là khẩu đội pháo thứ 34 của New York) và được thăng chức trung sĩ trong hai tháng. Ông bị thương trong trận Bull Run thứ hai vào ngày 30 tháng 8 năm 1862 và được chuyển đến bệnh viện Georgetown ở Washington D.C để điều trị. Tại đây, ông biết rằng tên mình bị liệt vào trong danh sách "tử trận" và sau đó bỏ đi.

## Quá trình phạm tội
Worth trở thành một tên lính săn tiền thưởng, ông tham gia vào nhiều trung đoàn khác nhau dưới nhiều tên giả, sau khi đã hoàn thành nhiệm vụ, ông nhận tiền thưởng rồi bỏ đi. Sau này khi Công ty thám tử tư Pinkerton bắt đầu theo dõi ông, ông bỏ trốn khỏi New York và đến Portsmouth.
Chiến tranh kết thúc, Worth trở thành một tên móc túi ở New York. Vào cùng thời điểm, ông lập ra một băng trộm chuyên đi móc túi, rồi dần dần tổ chức chuyển sang trộm cắp quy mô lớn hơn. Ông bị bắt trong khi trộm một thùng tiền trên đoàn tàu của hãng chuyển phát nhanh Adams Express và bị kết án 3 năm tù tại nhà tù Sing Sing. Ông sớm được thả ra và tiếp tục con đường tội phạm.
Worth bắt đầu làm việc cho một tên tội phạm nổi tiếng tên là Fredericka "Marm" Mandelbaum. Với sự giúp đỡ của bà ta vào những năm 1866, Worth đã mở rộng phạm vi hoạt động của mình sang cướp ngân hàng, cửa hàng, ông thậm chí còn có thể tự đề ra một kế hoạch trộm cướp của riêng mình. Năm 1869, Worth cùng Mandelbaum giúp tên trộm két sắt khét tiếng Charley Bullard vượt ngục White Plains bằng cách đào một đường hầm.
Cùng với Bullard, ông đã thực hiện thành công phi vụ đánh cắp 1.000.000 USD trong Ngân hàng Quốc gia Boylston ở Boston, vào ngày 20 tháng 11 năm 1869. Ngân hàng này sau đó đã thuê Công ty thám tử tư Pinkerton truy tìm dấu vết của Worth và Bullard. Đánh hơi được sự nguy hiểm, Worth quyết định tới châu Âu cùng Bullard.

## Hoạt động ở châu Âu
Điểm dừng chân đầu tiên của Worth và Bullard là Liverpool. Bullard lấy tên giả là "Charles H. Wells", một người kinh doanh dầu mỏ đến từ Texas, còn Worth thì là nhà tài phiệt "Henry Judson Raymond", tên giả này được ông dùng suốt những năm sau này. Tại đây, họ đã bắt đầu tranh giành nhau một cô gái làm nghề tiếp tân quầy bar tên là Kitty Flynn, người sau này đã biết rõ danh tính của hai quý ông người Mỹ. Sau này, Kitty đã cưới Bullard nhưng cũng không ngừng ve vãn Worth. Vào tháng 10 năm 1870, Kitty sinh được một đứa bé gái, Lucy Adeleine và 7 năm sau Kitty lại sinh thêm một đứa bé nữa, Katherine Louise. Danh tính về cha của hai đứa bé này vẫn đang còn là một chủ đề gây tranh cãi. Thám tử William Pinkerton tin rằng, Worth chính là cha đẻ của hai đứa bé.
Khi vợ chồng Bullard đi trăng mật, Worth quyết định đột nhập vào một tiệm cầm đồ địa phương lớn và cuỗm đi 25.000 bảng Anh. Sau đó ông chia số tiền cho vợ chồng Bullard như một món quà cưới. Năm 1871, cả ba người quyết định đến Paris hành nghề.
Ở Paris, lực lượng cảnh sát lúc bấy giờ vẫn đang còn phải đối phó với phong trào Công xã Paris. Worth và hai đồng nghiệp của mình mua một tòa nhà 3 tầng ở số 2, đường Rue Scribe, gần nhà hát lớn Paris. Họ đặt tên cho tòa nhà là "American Bar", một nhà hàng và quán bar ở tầng trệt, và một sòng bạc ở tầng trên. Bởi vì ở đây, đánh bạc là bất hợp pháp, nên những bàn đánh bạc được thiết kế sao cho có thể gập được vào tường và trên sàn nhà. Còi báo động được lắp đặt ở những tầng dưới để cảnh báo khách hàng đề phòng những cuộc phục kích của cảnh sát. Ở đây, Worth lại lập thêm một băng đảng mới, trong đó bao gồm những chiến hữu cũ của ông ở New York. Năm 1873, William Pinkerton, chủ tịch Công ty Thám tử tư Pinkerton đã tới American Bar với mục đích không gì khác ngoài điều tra. Quả nhiên, sau lần ghé thăm đó, American Bar đã bị cảnh sát Paris đột kích liên tục. Không còn lựa chọn nào khác, Worth và Bullard buộc phải đóng cửa American Bar. Vào đêm cuối trước khi đóng cửa, Worth đã không bỏ lỡ cơ hội cướp một túi kim cương mà một người buôn kim cương đã bất cẩn để trên sàn nhà lúc đứng cạnh bàn đánh bạc. Sau khi đóng cửa American Bar, cả ba người quyết định chọn London là địa điểm tiếp theo để hành nghề.

## Trùm tội phạm ở London
Khi đặt chân đến Anh, việc đầu tiên mà Worth làm chính là mua tòa nhà West Lodge ở khu Clapham Common. Ông cũng thuê một căn hộ sang trọng ở Mayfair để làm nơi thực hiện những phi vụ của mình. Ông đã thành lập một mạng lưới tội phạm của riêng mình, tổ chức những vụ trộm cắp quy mô lớn qua vài hình thức trung gian. Những kẻ làm việc dưới trướng ông đều thậm chí không biết thủ lĩnh của mình là ai. Worth khẳng định rằng trong những phi vụ của mình, thủ hạ của ông không bao giờ dùng đến bạo lực.

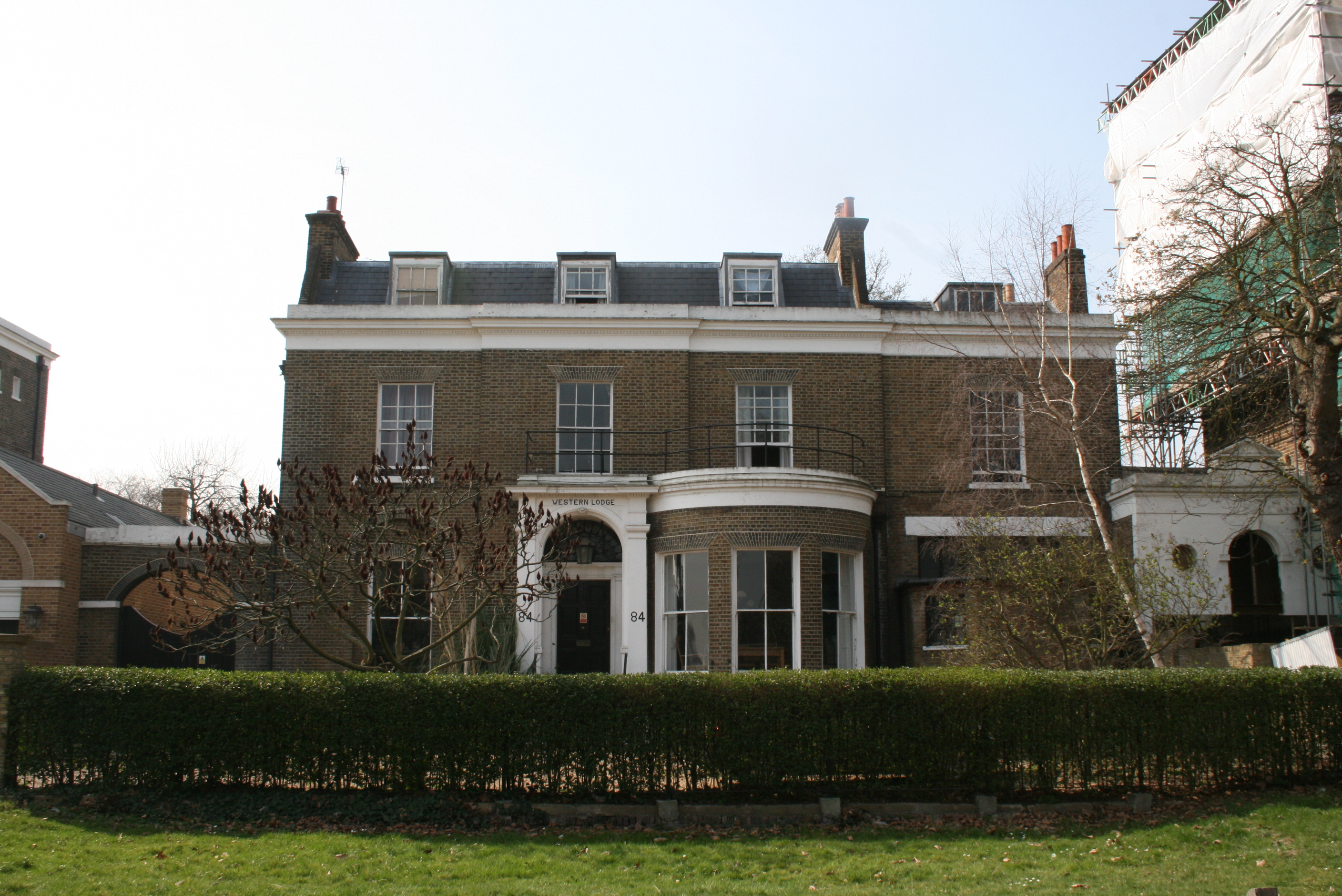
Khu nhà West Lodge hiện nay

Những kế hoạch trộm cắp của ông tỉ mỉ đến từng chi tiết. Đến ngay cả Scotland Yard dù đã biết về những kế hoạch phạm tội của Worth nhưng cũng không chứng minh được điều gì.

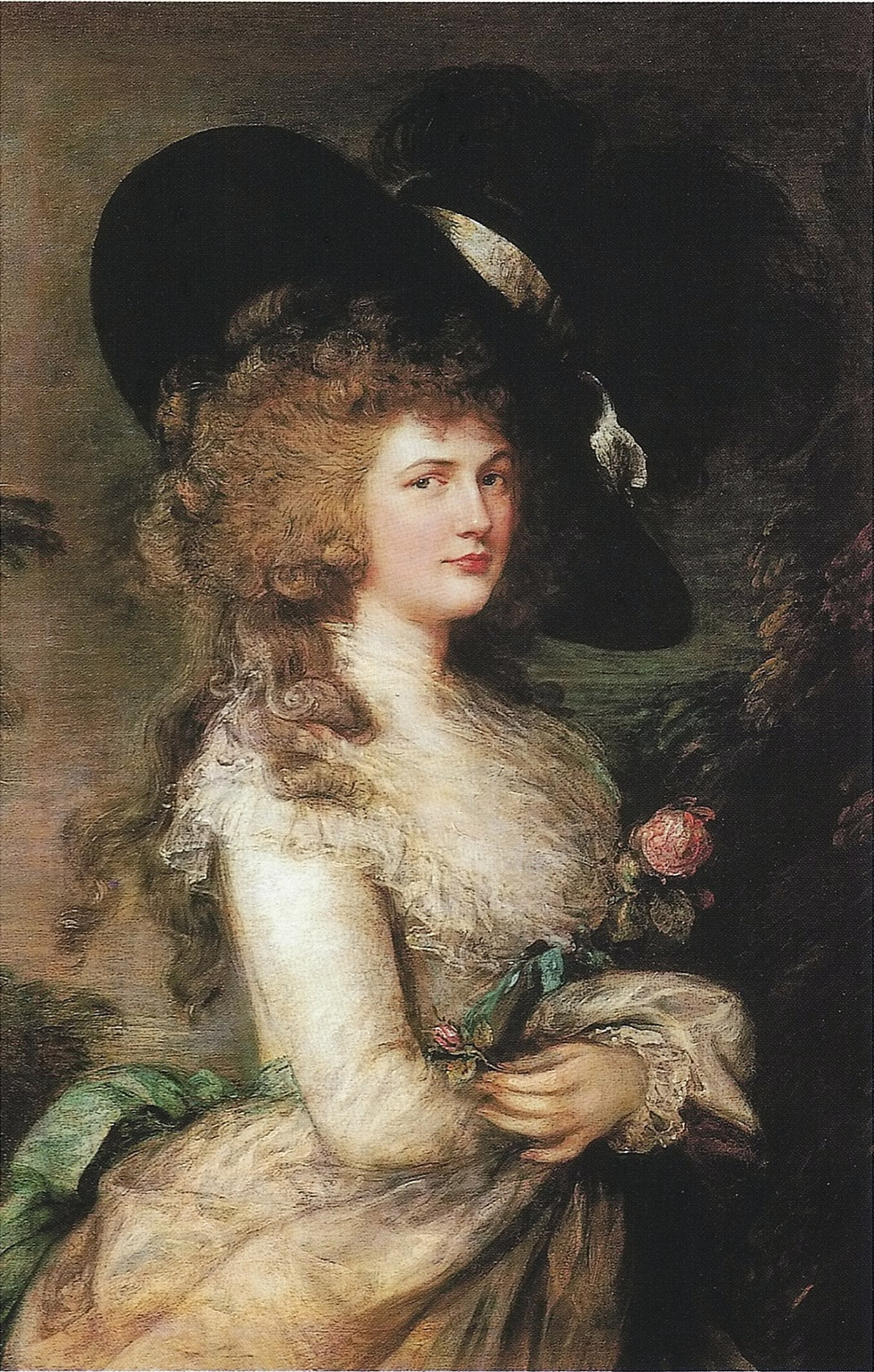
Georgiana, nữ Công tước xứ Denvonshire, họa phẩm của Thomas Gainsborough (1787), bị đánh cắp bởi Adam Worth năm 1876

Mọi chuyện bắt đầu trở nên khó khăn khi một thủ hạ của Worth, tên là John, được phái đến Paris để đổi một tờ séc giả lấy tiền mặt. Hắn bị bắt và bị dẫn độ về Anh. Worth đã sắp xếp để John được ra tù và đưa hắn về New York. Tiếp đó, 4 thủ hạ của Worth bị bắt ở Istanbul trong một phi vụ phát tán thư tín dụng giả, và ông đã phải chi ra một khoản tiền rất lớn để mua chuộc thẩm phán và cảnh sát. Charles Bullard, người anh em của Worth thì càng ngày càng trở nên tồi tệ, chứng nghiện rượu của Bullard cũng vì thế mà ngày càng tăng. Vài tháng sau, Bullard rời khỏi West Lodge đến New York, bỏ lại vợ và hai con, cũng không lâu sau đó, Kitty và hai đứa con cũng bỏ đi.
Năm 1876, Worth cùng hai thủ hạ của mình đánh cắp bức tranh Georgiana, nữ Công tước xứ Denvonshire của họa sĩ Thomas Gainsborough từ một buổi triển lãm tranh ở London. Ông rất thích bức tranh này và không có ý định rao bán nó. Hai thủ hạ đã thực hiện vụ trộm tranh cùng ông là Jack Phillips và Little Joe ngày càng trở nên mất kiên nhẫn vì ông không chịu bán bức tranh đi. Phillips cố tình nói về vụ trộm bức tranh với ông trước sự do thám của cảnh sát, nhận ra điều đó, ông đã ngay lập tức đánh và đuổi hắn đi.

## Tiểu thuyết hóa
Adam Worth là hình mẫu để nhà văn truyện trinh thám Anh Arthur Conan Doyle sáng tạo ra vật James Moriarty, nhân vật phản diện chính và cũng là kẻ thù lớn nhất của thám tử Sherlock Holmes trong những tiểu thuyết cùng tên.